# Три брата (Рига)
«Три брата» (латыш. Trīs brāļi; нем. Drei Brüder) — архитектурный комплекс, расположенный в центре Старой Риги на улице Маза Пилс (Малая Замковая). Характерный образец архитектуры средневековой Риги.

## Описание и расположение
Дома, образующие архитектурный комплекс, расположены на живописной улице Старого города, напротив здания бывшего Карлова лицея. Эти три здания находятся по адресам Маза Пилс, 17 («Белый брат»), 19 («Средний брат») и 21 («Зелёный брат»). Жилая застройка этого квартала настолько плотная, что каждый из домов представляет собой продолжение соседнего.
Перед старейшим из «Трёх братьев» имеется небольшая площадка с крыльцом и каменными ступеньками. На крыльце расположен каменный указатель с выкованным правом собственности, служивший адресом дома. «Средний» и «Зелёный» «братья» построены позднее «Белого», и перед ними уже нет площадки.
В комплексе «Три брата» каждое из зданий показывает различные периоды развития строительства жилых домов средневековой Риги. В настоящее время здесь находятся: Государственная инспекция по охране памятников культуры, Союз архитекторов Латвии, Латвийский музей архитектуры и редакция журнала «Latvijas Architektūra» («Латышская архитектура»).

## История
«Три брата» реставрировались в 1955—1957 годах по проекту Петериса Саулитиса, с помощью Г. Янсона. В брандмауэрные стены объединённого двора архитектурного комплекса были вмурованы каменный портал утраченного Дома Черноголовых, фрагмент портала одного из жилых домов старого города и датированный 1554 годом кованый герб.

### «Белый брат»

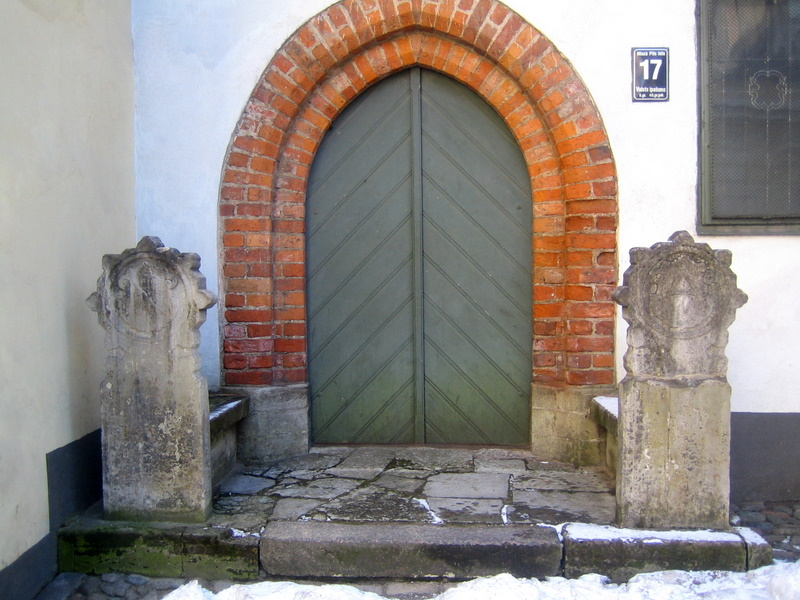
Каменные скамьи

Самое старое здание комплекса («Белый брат») построено около 1490 года. У здания характерный ступенчатый фронтон с готическими нишами, на фасаде есть некоторые детали стиля ренессанс. До сих пор сохранились характерные для позднего Средневековья черты — каменные скамьи, которые стоят по обеим сторонам от входа в здание.
По реконструкции Андриса Цауне, большое жилое помещение в нижнем этаже занимало всю площадь дома. Посреди потолка находились люки, проходящие сквозь все чердачные этажи. Дом отапливался открытым очагом с дымоотводом, в большом очаге готовили еду. Отдельная комната предназначалась для хозяина дома, в больших сенях работали и жили подчинённые ему люди.

### «Средний брат»
Дата постройки этого дома, имеющего черты голландского маньеризма — 1646 год, обозначена на фасаде здания, реставрированного по рисунку И. Х. Бротце. При этом каждый из домов имел предшественников. Специалисты-реставраторы насчитывают от трёх до пяти поколений, предшествовавших каждому из зданий.
На портике с надписью Soli Deo Gloria указана дата «1746».

### «Зелёный брат»
«Зелёный брат» построен позже других, в конце XVII века. Первое письменное свидетельство о застройке участка указывает 1718 год. Хозяевами дома были ремесленники, занимавшие первые два этажа под мастерские и использовавшие для жилья верхний третий этаж. В конце XIX века, после реконструкции, здание потеряло оригинальный вид. Вид здания восстановлен в ходе реставрации Петериса Саулитиса (1955), вернувшей строению утраченный барочный щипец изогнутой формы.

## Этимология
Своё название «Три брата» здания получили по аналогии с «Тремя сёстрами», находящимися в Таллине.

## Комплекс зданий в кинематографе
Во дворе комплекса снят ряд эпизодов фильма «Двое» (1965)

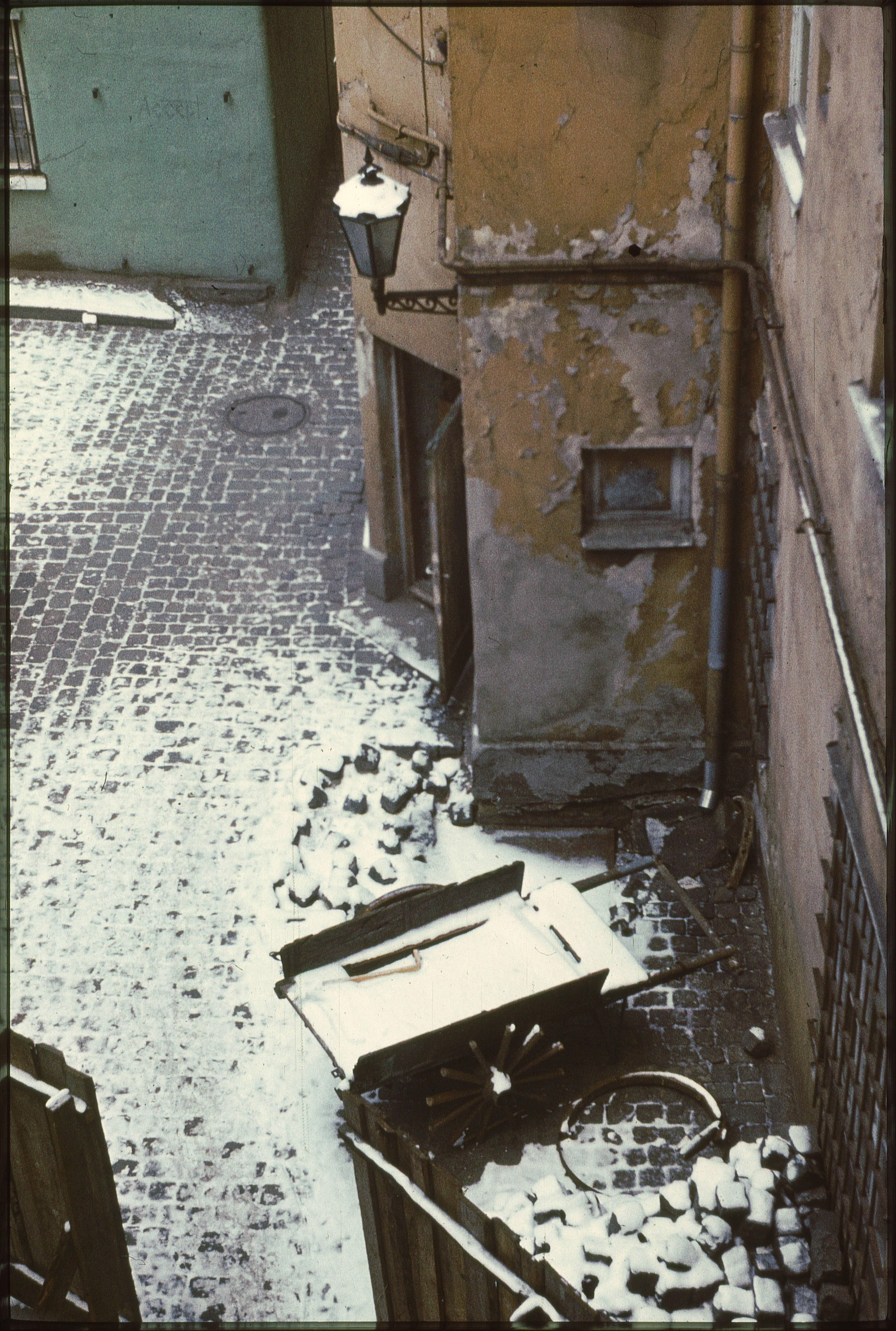
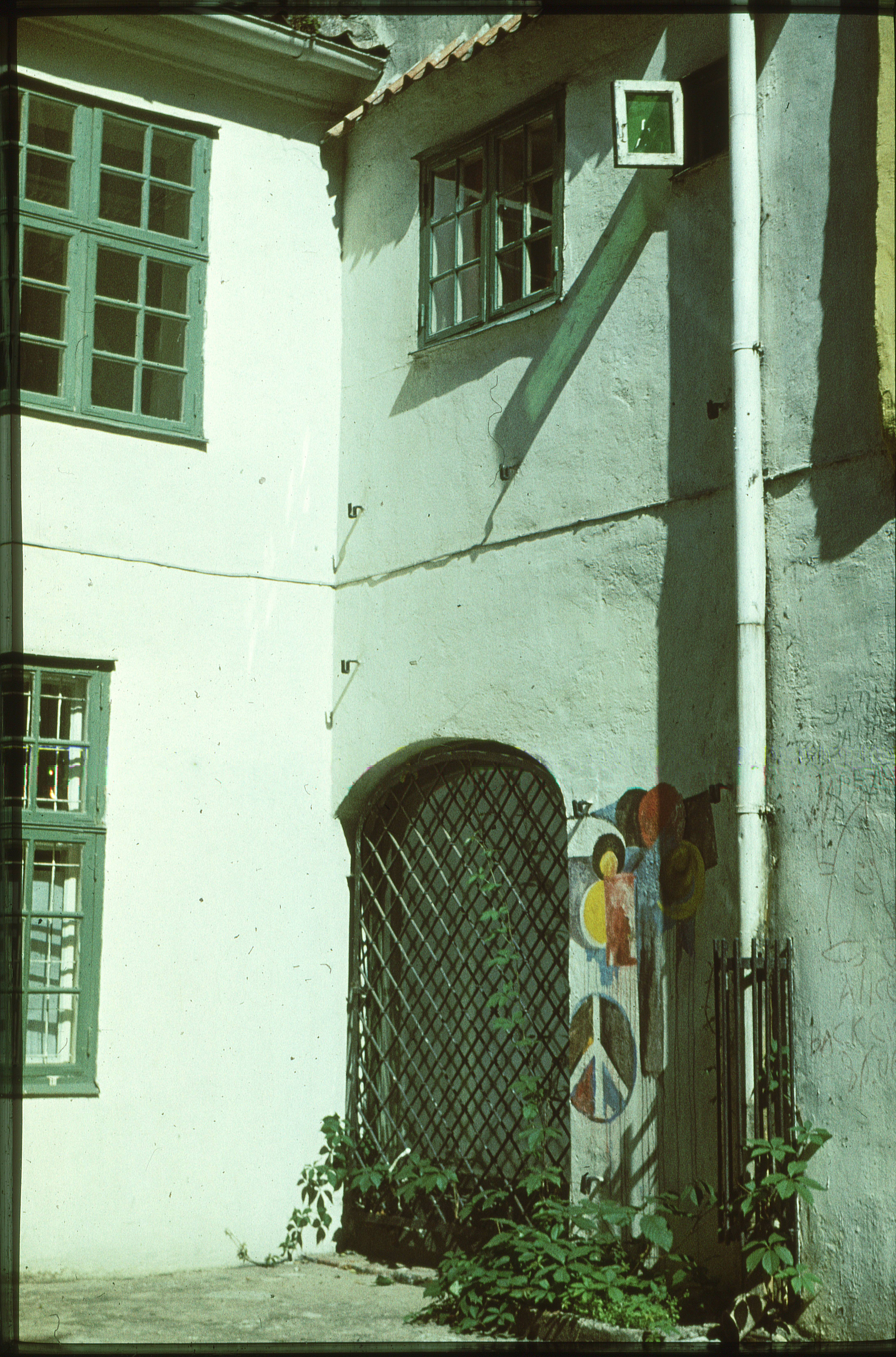
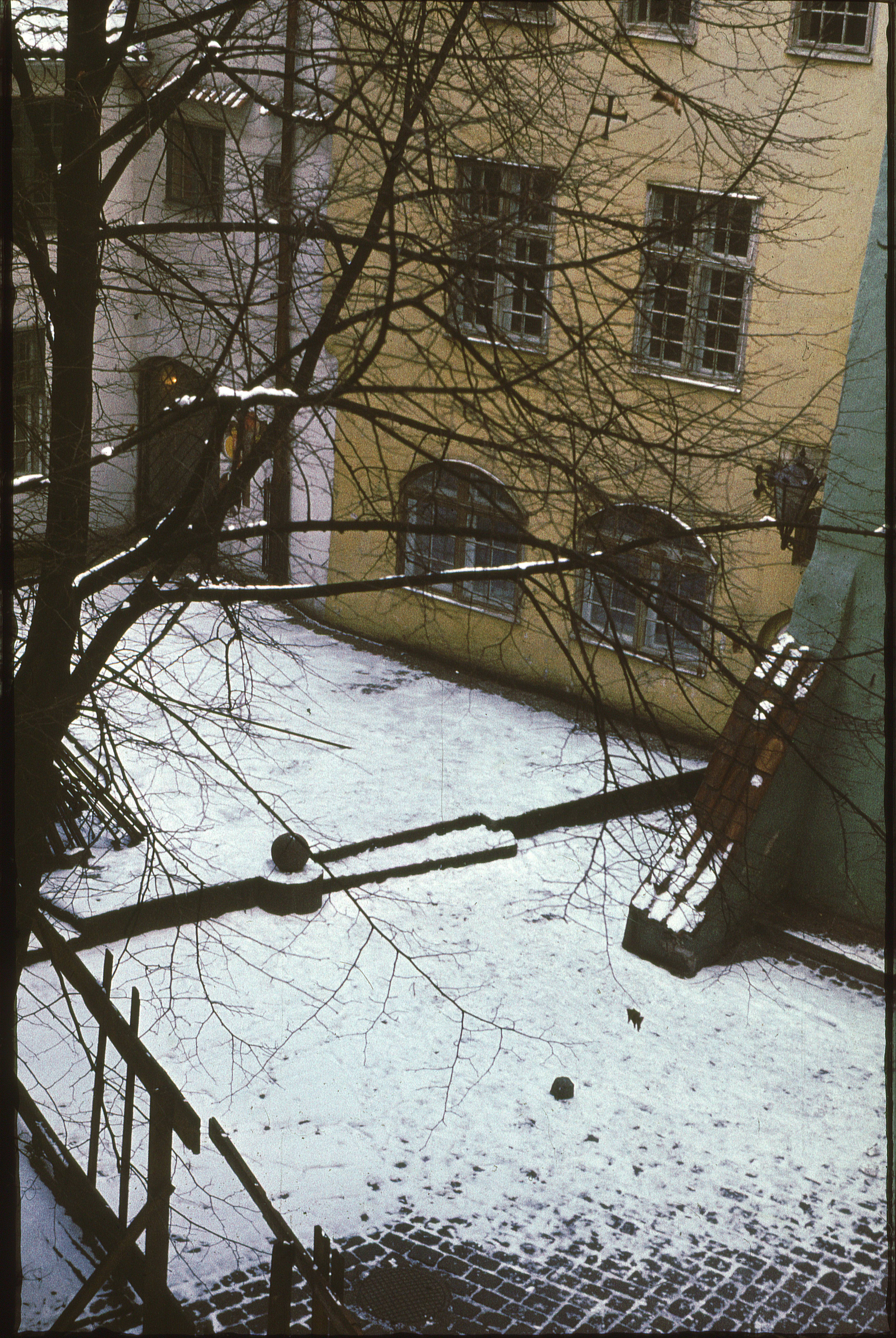
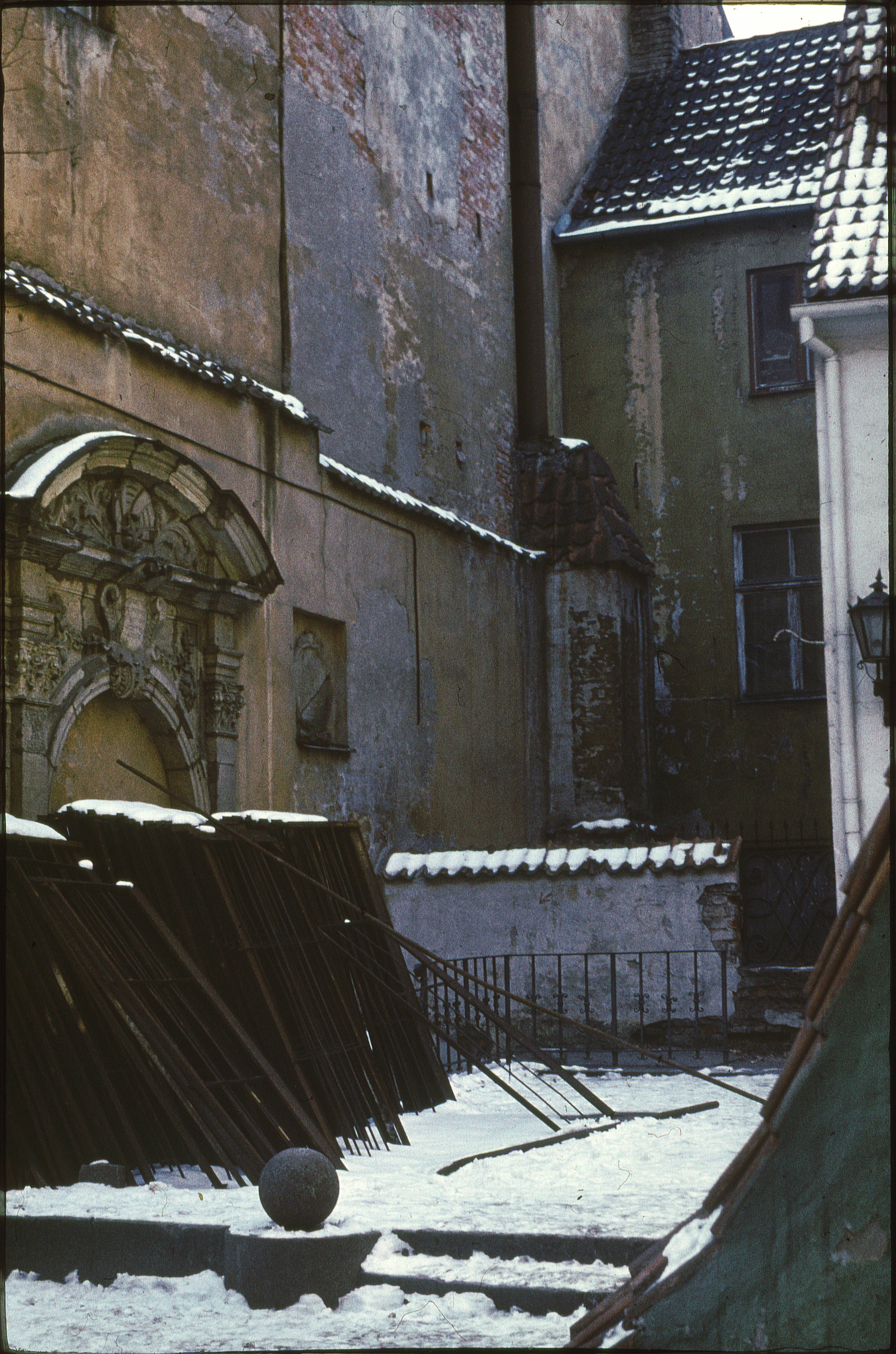

## Галерея

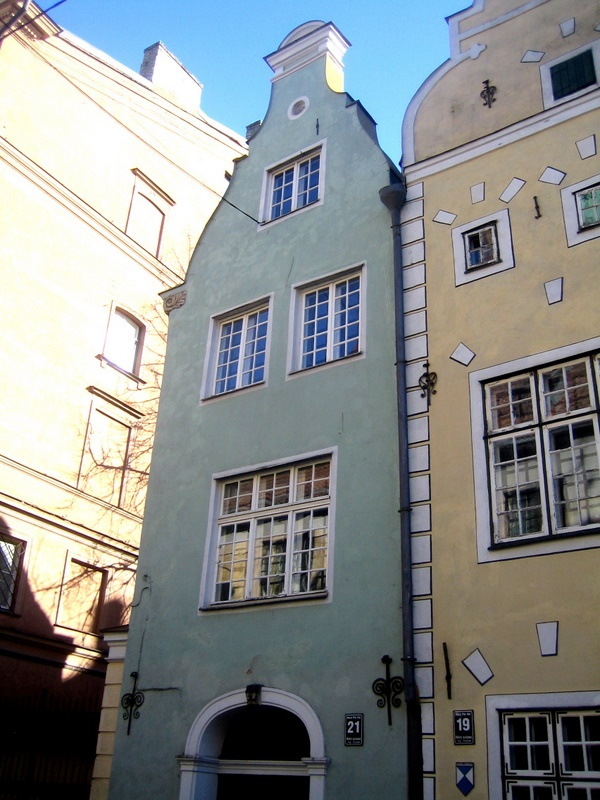
Маза Пилс, 21
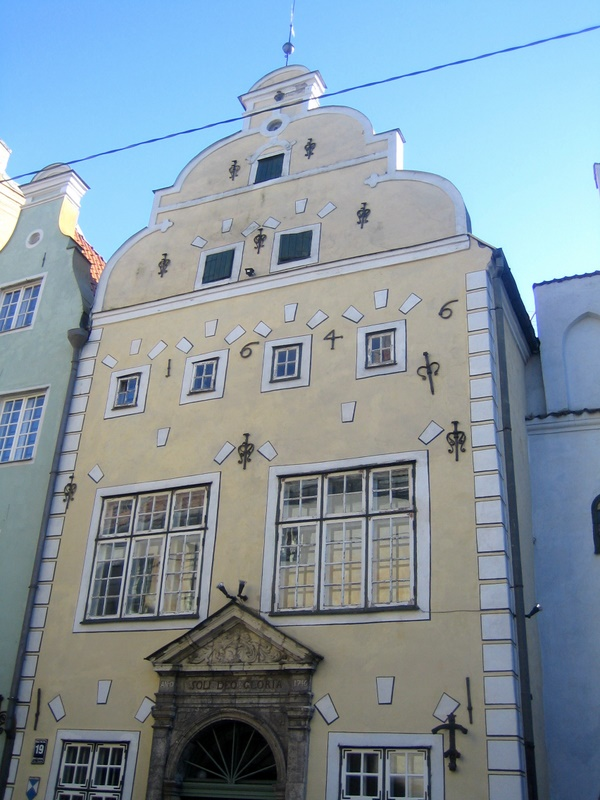
Маза Пилс, 19
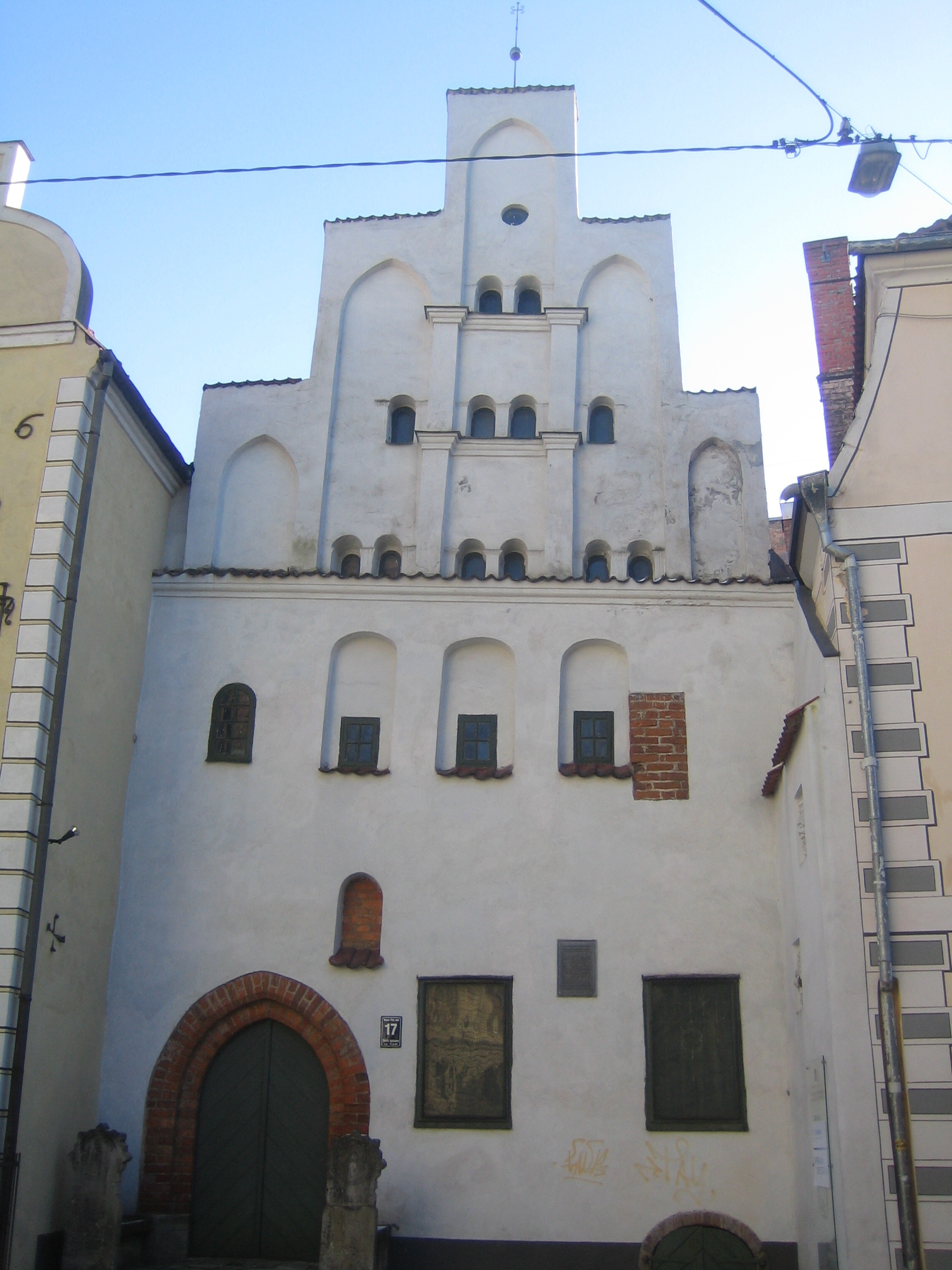
Маза Пилс, 17
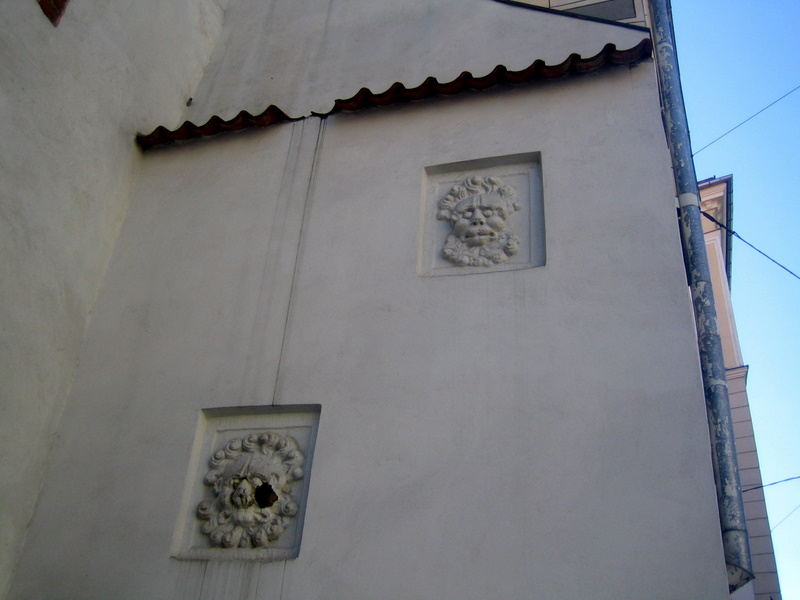
Маскароны, вмурованные в брандмауэрную стену